# Wahlenbergia pseudonudicaulis
Wahlenbergia pseudonudicaulis är en klockväxtart som beskrevs av Wilhelm Georg Baptist Alexander von Brehmer. Wahlenbergia pseudonudicaulis ingår i släktet Wahlenbergia och familjen klockväxter. Inga underarter finns listade i Catalogue of Life.